# УР-200
УР-200 (Індекс ГРАУ — 8К81, за класифікації МО США і НАТО — SS-X-10 Scrag) — радянська рідинна двоступенева балістична ракета розроблялася як міжконтинентальна ракета, ракета-носій супутників системи морської космічної розвідки і цілевказівки «Легенда», протисупутникової системи ІС, а також орбітальна (глобальна) ракета наземного і шахтного типів базування. Головний розробник — ОКБ-52 (керівник — В. Н. Челомей). Виробник — Машинобудівний завод імені М. В. Хрунічева.

## Історія створення
Розробка ракети розпочата ОКБ-52 генерального конструктора В. Н. Челомея в 1960 р. Розробка ракети велася у Філії № 1 ОКБ-52 (нині КБ «Салют» ФГУП ГКНПЦ ім. М. В. Хрунічева), утвореному 3 жовтня 1960 на базі закритого ОКБ-23 авіаконструктора В.Мясіщева (керівник філії — В.Бугайскій). Офіційний старт розробці дано в Постанові Радміну СРСР № 258-110 від 16 березня 1961 р. та в у Постанові № 689-288 від 01.08.1961 р. (ймовірно, про створення системи з протисупутникових КА «ІС»). Спочатку ракета носила назву Р-200 і розроблялася як МБР і ракета-носій космічних апаратів (зокрема противоспутнокової системи «ІС»). У травні 1961 готовий передескізний проект ракети. У жовтні 1961 року були розроблені робочі креслення на ракету-носій 8К81.
Пізніше, Постановою Радміну СРСР № 243-117 від 02.03.1962 р., задана розробка варіанту УР-200 — глобальної орбітальної ракети УР-200А з двома типами головних частин — неманевруючої балістичної і маневруючої в двох аеробалістичних площинах. Постановою Радміну СРСР від 16.04.1962 р. № 346-160 «Про найважливіші розробки міжконтинентальних балістичних і глобальних ракет і носіїв космічних об'єктів» було прийнято рішення про зосередження сил і ресурсів КБ, НДІ і промисловості на створенні в числі інших зразків ракетної техніки «універсальної ракети УР-200 у варіанті міжконтинентальної ракети з балістичною траєкторією для транспортування спецзаряда … та глобальному варіанті для доставки до цілі спецзаряда… з початком льотних випробувань — IV квартал 1963».
Постановою ЦК КПРС і Ради Міністрів СРСР від 11 серпня 1962 було передбачено розгортання робіт по ракеті УР-200 на Московському Машинобудівному заводі М. В. Хрунічева. Випробування МБР УР-200 проводилися з двох наземних пускових установок (ПУ № 19 ліва і ПУ № 20 права) майданчика №90 НІІП-5 (Байконур). Перший пуск ракети УР-200 відбувся 4 листопада 1963 Всього вироблено 9 пусків у 1963–1964 рр.

## Конструкція
Конструкція ракети виконана за класичною двоступеневою (УР-200) схемою з послідовним розташуванням ступенів.
Глобальна ракета УР-200А — триступенева з аеробалістичної головною частиною, здатної здійснювати маневр на атмосферному ділянці траєкторії.

### Система керування
Система керування і наведення: система керування автономна інерціальна розробки НДІ-885, генеральний конструктор — Н. А. Пілюгін. Можливо, на додаток до інерціальної системи керування розглядалася так само радіокорекція на активній ділянці польоту. Робота над системою керування ракети УР-200 стала першою спільною розробкою ОКБ-52 і НДІ-885

### Двигуни
Двигуни всіх ступенів розроблялися в ОКБ-154 під керівництвом С. А. Косберга (КБХА, м. Вороніж). Як паливо використані висококиплячі компоненти — несиметричний диметилгідразин (НДМГ) як пальне і азотний тетраоксид (АТ) як окислювач. На першому ступені застосовувалася рухова установка РД-0202 (8Д45) у складі трьох двигунів РД-0203 (8Д43) і одного двигуна РД-0204 (8Д44) із сигналізатором тиску, а на другій — рухова установка РД-0205 (8Д46) у складі маршового однокамерного двигуна РД-0206 (8Д47) і рульового чотирьохкамерного двигуна РД-0207 (8Д67).

### Стартовий комплекс
Пускова установка і базування: при розробці проекту передбачалося використання ракет як з відкритого стартового столу так і з шахтних ПУ (ШПУ). Наземний стартовий і технічний комплекси для підготовки і запуску ракети на полігоні Байконур були розроблені у Філії № 2 ОКБ-52 (нині — ГНІП «ОКБ Вимпел») під керівництвом головного конструктора Володимира Баришева. Обладнання, створене для підготовки УР-200 на технічному комплексі, забезпечувало розвантаження блоків у монтажно-випробувальному комплексі, проведення пневмовипробувань, збірку ракети-носія, комплекс електричних перевірок та пристикування корисного навантаження.
До складу наземного комплексу ракети УР-200 (об'єкт 334) входили наступні майданчики космодрому Байконур:
- майданчик № 90 — експериментальна бойова позиція;
- майданчик № 91 — заправна станція КА ІС та УС;
- майданчик № 92 — технічна позиція КА ІС та УС;
- майданчик № 93 — піротехнічна позиція;
- майданчик № 94 — технічна позиція Міністерства середнього машинобудування;
- майданчик № 94А — спеціальна технічна позиція;
- майданчик № 95 — житлова зона;
- майданчик № 96 — пункт радіокерування;
- майданчик № 97 — вимірювальний пункт;
- майданчик № 98 — розвантажувальний майданчик.

## Призначення
Двоступенева універсальна ракета УР-200, призначалася для використання в трьох модифікаціях: міжконтинентальна балістична ракета (8К81), глобальна ракета УР-200А (8К83) з орбітальною боєголовкою, оснащеною ядерною боєзарядом, а також як ракета-носій УР-200К (8К81К) для виведення на орбіту бойових космічних апаратів «УС-А» і «УС-П» системи морської космічної розвідки і цілевказівки (МКРЦ) «Легенда», а також системи протисупутникової оборони «ІС».
Як ракету-носій УР-200 передбачалося використовувати для виведення на орбіту засобів протикосмічної оборони (КА «ІС» зі стартовою масою до 1600 кг на орбіту 250–300 км) і супутників глобальної морської розвідки (КА «УС» зі стартовою масою до 2500 кг на еліптичну орбіту з апогеєм 264 км). Як МБР вимагалося забезпечити доставку балістичних некерованих бойових блоків на дальність в 12000 (маса ББ до 2500 кг) і в 14000 км (маса ББ до 2000 кг) з точністю не гірше ± 4 км по дальності і ± 3 км за бічним відхиленням. Як глобальної ракети — забезпечити виведення маневруючої аеробалістичної боєголовки АБ-200 на опорну орбіту заввишки близько 150 км.

### ТипиБЧ
Типи БЧ: при розробці проекту МБР УР-200 В. Н. Челомей запропонував використовувати на ракеті головні частини (РГЧ). Для ракети УР-200 велося створення комплексу засобів подолання ПРО супротивника (КСП ПРО).
Так само передбачалося використання ГЧ різних типів, відповідно, з корисним навантаженням різного призначення:
- Моноблочна ядерна ГЧ з ядерним зарядом великої потужності.
- Головні частини (РГЧ) з ядерними зарядами.

Глобальна МБР УР-200А: — Аеробалістична ГЧ АБ-200 з ядерним зарядом. ГЧ мала можливість здійснення аеродинамічного маневру на спускаємій ділянці траєкторії польоту.
- Балістична головна частина з ядерним боєзарядом.

## Модифікації
Відповідно до зазначених Постановами ракета УР-200 створювалася в наступних варіантах:
- УР-200 — ракета-носій і міжконтинентальна балістична ракета;
- УР-200А — орбітальна міжконтинентальна (глобальна) ракета з неманевруючими або маневруючими в атмосфері головними частинами.

У розробці, як перспектива розвитку ракети УР-200, також знаходилися:
- УР-200Б — універсальна ракета з підвищеною в порівнянні з УР-200 енергетикою;
- УР-200В — варіант УР-200 для розміщення в шахтній пусковій установці (ШПУ);
- УР-200УВ — варіант УР-200 для розміщення в ШПУ підвищеної захищеності;
- УБ — проект ракетного комплексу на базі МБР УР-200 з самонавідною протикорабельною балістичною ракетою.

## Згортання програми
Після зняття М. С. Хрущова почалося згортання програми створення УР-200. Виробництво ракет УР-200 припинено в 1964 р. 31 грудня 1964 вийшло Рішення Військово-промислової комісії при Радміні СРСР про переведення систем «ІС» та «УС» на ракету-носій Р-36 ОКБ-586 М. К. Янгеля. У початку 1965 р. був проведений аналіз стану розробки ракет Р-36, УР-200 і ГР-1, який показав, що енергетичні характеристики УР-200 недостатні для вирішення всіх завдань (ракета-носій, глобальна ракета). Постановою ЦК КПРС і Ради Міністрів СРСР № 532-205 від 07.07.1965 р. розробка ракети УР-200 і всіх її варіантів припинена. Припинення робіт мотивовано тим, що за своїми ТТХ ракета ненабагато перевершує ракету Р-16, що вже стоїть на озброєнні, і поступається ракеті Р-36 ОКБ М. К. Янгеля, що знаходиться в розробці, а як ракета-носій — володіє недостатньою енергетикою для виведення на орбіту перспективних космічний апаратів.

## Запуски
| Перелік пусків по яким є дані | Перелік пусків по яким є дані | Перелік пусків по яким є дані | Перелік пусків по яким є дані | Перелік пусків по яким є дані | Перелік пусків по яким є дані | Перелік пусків по яким є дані | Перелік пусків по яким є дані                                |
| № пуску                       | Дата і час                    | Ракета                        | Місце пуску                   | Ціль                          | Підрозділ                     | Результат                     | Примітка                                                     |
| ЛКВ УР-200                    | ЛКВ УР-200                    | ЛКВ УР-200                    | ЛКВ УР-200                    | ЛКВ УР-200                    | ЛКВ УР-200                    | ЛКВ УР-200                    | ЛКВ УР-200                                                   |
| ----------------------------- | ----------------------------- | ----------------------------- | ----------------------------- | ----------------------------- | ----------------------------- | ----------------------------- | ------------------------------------------------------------ |
| 1                             | 5 листопада 1963 13:24:25     | 8К81 №Г10701301               | ПП № 19 Пл. № 90 Байконур     | Кура                          | в/ч 25741                     | аварійний                     | Відмова двигуна 8Д43 № 3 на старті, ракета впала поряд з СМ. |
| 9                             | 20 жовтня 1964                | 8К81                          | ПП № 20 Майд. № 90 Байконур   | Кура                          | в/ч                           | успішний                      |                                                              |

## Інші роботи по проекту
На першому етапі роботи над ракетою УР-500 передбачалося її створення з використанням пакету з чотирьох ракет УР−200 з третім ступенем — модифікованим другим ступенем ракети УР-200.
За вказівкою В. Н. Челомея проведена серія динамічних випробувань ракети УР−200. На спеціально побудованому для цієї мети випробувальному стенді були проведені частотні випробування 1 і 2 ступені у вертикальному положенні з заповненими баками. Подібного роду випробування проводилися в Радянському Союзі вперше. Основною метою досліджень було визначення впливу поздовжніх коливань, що виникають в результаті дії великих мас палива, на поперечну стійкість корпусу і його міцність. Випробування проводилися впродовж двох років (з 1961 р. по 1963 р.). Їх результати були використані для вдосконалення конструкції ракети УР-200 і успішно застосовані надалі. На випробувальному обладнанні полігону Байконур проводилися дослідження коливань виробу типу «вітровий резонанс». Крім цього, проведені частотні випробування відсіків і окремих конструктивних елементів ракети в динамічній лабораторії філії № 1. Успішні результати цих випробувань дали впевненість у тому, що ракета має достатні запаси динамічної міцності і стійкості, і льотні випробування цю впевненість у повній мірі підтвердили.